# 坂出市立東部中学校
坂出市立東部中学校（さかいでしりつ とうぶちゅうがっこう）は、香川県坂出市久米町二丁目にある公立中学校。

## 校訓
- 心と体を鍛え 勉強に励み 人の道を学び 良い人間になろう

## 教育目標
- さわやかな若者を育成する

## 部活動
- バスケットボール部
- バレーボール部
- バドミントン部
- 卓球部
- 野球部
- サッカー部
- 新体操部
- 剣道部

### 文化部
- 吹奏楽部
- 美術ボランティア部

## 通学区域が隣接している学校
- 坂出市立坂出中学校
- 坂出市立白峰中学校